# Ferydoon Zandi
Ferydoon Zandi (persisch: فریدون زندی [færiːˈduːn zænˈdiː]; * 26. April 1979 in Emden) ist ein ehemaliger deutsch-iranischer Fußballspieler und aktueller -trainer. Der offensive Mittelfeldspieler spielte zuletzt bei Al-Ahli SC.

## Leben
Ferydoon Zandi ist der Sohn einer Deutschen und eines Iraners. Er wuchs mit deutsch und persisch zweisprachig auf, spricht letzteres jedoch nach eigener Aussage nicht perfekt.

## Karriere

### Jugend
Zandi spielte in verschiedenen deutschen Jugendnationalmannschaften, unter anderem fünfmal in der U21. Zwei Berufungen ins Team 2006 lehnte er ab, da er sich Hoffnungen auf Einsätze in der iranischen Nationalmannschaft machte, die mit einem Einsatz im Team 2006 nicht mehr möglich gewesen wären. Gleichzeitig lehnte er auch Anfragen aus dem Iran zunächst ab.

### Profikarriere
Seine Profikarriere begann Zandi beim SV Meppen, bei dem er von 1998 bis 2000 in der Regionalliga Nord spielte. Er hatte schon in der Jugend insgesamt sechs Jahre beim SVM gespielt.
2000 wechselte Zandi zum Erstligisten SC Freiburg. In den folgenden beiden Saisons konnte er sich jedoch nicht durchsetzen und kam nur auf zehn Bundesligaeinsätze. Nachdem der SC Freiburg 2002 in die 2. Bundesliga abgestiegen war, wechselte er zum ebenfalls zweitklassigen VfB Lübeck.
In der Hinrunde der Saison 2003/04 erzielte er zehn Tore und zeigte überragende Leistungen, woraufhin Anfragen der Erstligisten Hannover 96, 1. FC Kaiserslautern und 1860 München sowie die Berufung in die iranische Nationalmannschaft folgten. In der Rückrunde traf er noch viermal, doch trotz seiner 14 Tore stieg Lübeck am Saisonende in die Regionalliga ab. Zandi wechselte daraufhin ablösefrei zum Erstligisten 1. FC Kaiserslautern.
Im Verlauf der ersten Saison bei Kaiserslautern (2004/05) konnte er sich zunächst etablieren. In 26 Einsätzen erzielte er sechs Tore. In der Saison 2005/06 saß er jedoch von Saisonbeginn an oft nur auf der Bank. Eine Augenverletzung warf ihn zudem noch zurück: Weil ein zur Behandlung eingenommenes Medikament ein Dopingvergehen befürchten ließ, verzichtete er auf den Einsatz beim Rückrundenauftakt in Nürnberg. In der folgenden Rückrunde kam Zandi auf nur noch acht Einsätze, darunter sechs Einwechslungen. Am Ende der Saison stieg der 1. FCK in die 2. Bundesliga ab, und Zandi, dessen Vertrag abgelaufen war, wurde vereinslos. Zandi nahm mit dem iranischen Team an der Weltmeisterschaft 2006 teil.
Im September 2006 unterschrieb er beim Zweitligisten TuS Koblenz einen bis zum Ende der Saison 2006/07 laufenden Vertrag. Durch Krankheiten zurückgeworfen, einigte er sich zur Winterpause mit der Vereinsführung über die Auflösung seines Vertrages und spielte in der Rückrunde der Saison 2006/07 auf Zypern bei Apollon Limassol.
In der Vorrunde der Saison 2007/08 war Zandi vereinslos; vorübergehend geriet er in die Schlagzeilen, als eine iranische Nachrichtenagentur meldete, er habe seinen vorigen Verein verlassen, nachdem dieser einen israelischen Trainer verpflichtet habe. Diese Meldung entbehrte jeglicher Grundlage. In der Rückrunde war er bei Olympiakos Nikosia unter Vertrag. In der Saison 2008/09 spielte Zandi bei Alki Larnaka.
Zur Saison 2009/10 wechselte er in die Heimat seines Vaters, den Iran, zu Azin Steel Teheran. Zur Saison 2011/12 wechselte er von Azin Steel Teheran zu Esteghlal Teheran und gewann mit diesen im März 2012 den Hazfi Cup. Im Sommer 2012 führten die Sanktionen der EU und der USA aufgrund des iranischen Atomprogrammes zu einer Wirtschaftskrise, weshalb viele ausländische Spieler nicht mehr bezahlt werden konnten.
Ende September 2012 wechselte Zandi daher zum katarischen Zweitligisten Al-Ahli SC. Er beendete seine Karriere Ende 2015.

## Trainerkarriere

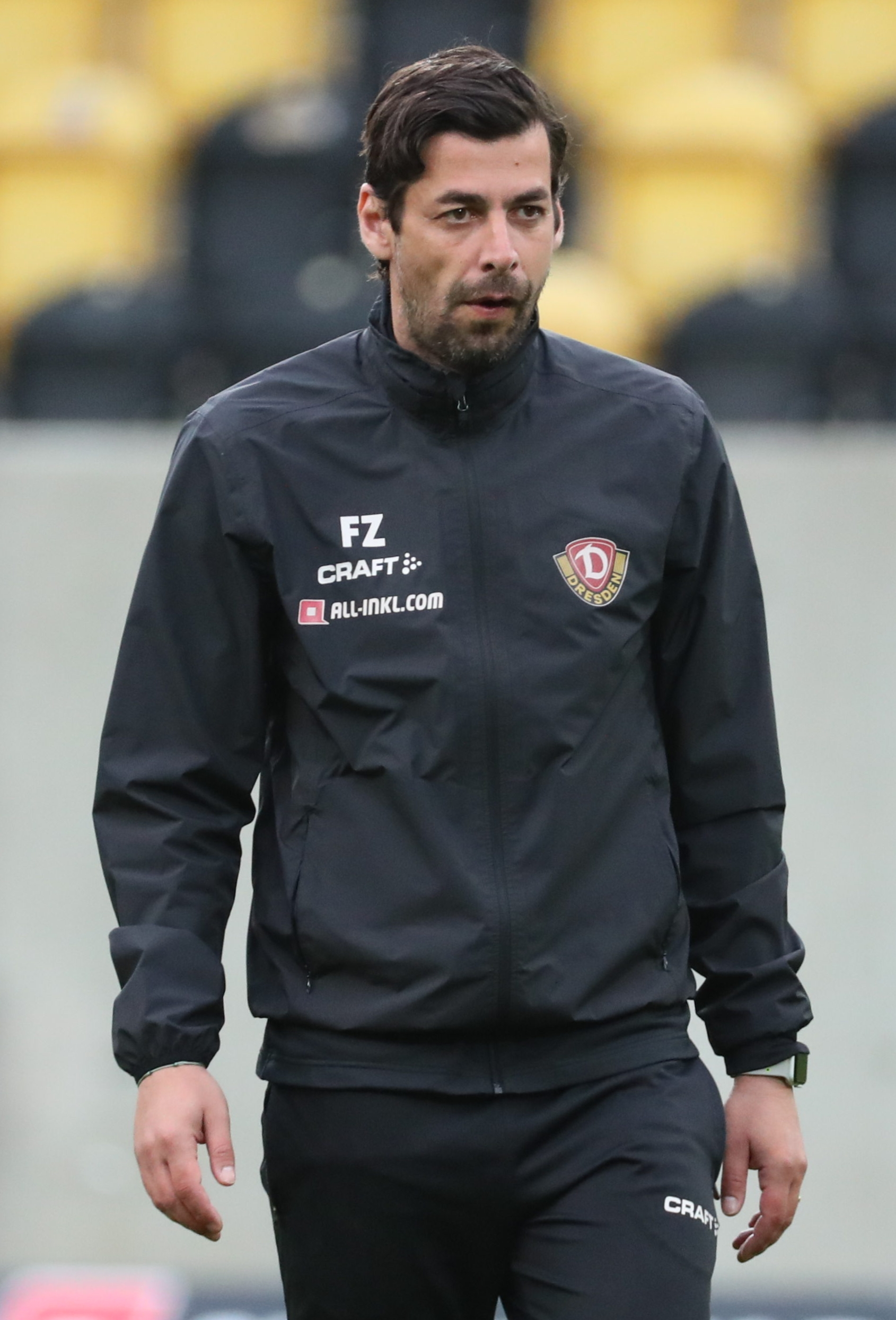
Zandi bei Dynamo Dresden (2021)

Im Sommer 2016 heuerte Zandi beim FC St. Pauli an und wurde Co-Trainer der zweiten Mannschaft in der Regionalliga Nord. Er blieb vier Jahre in dieser Funktion, ehe er 2020 als Co-Trainer zum damaligen Drittligisten Dynamo Dresden wechselte. In seiner ersten Saison gelang ihm mit dem Verein der direkte Aufstieg in die zweite Liga. Zandis Vertrag wurde daraufhin um zwei Jahre bis 2023 verlängert. Mit dem Abstieg Dresdens 2022 in die 3. Liga endete die Gültigkeit des Vertrages.
Zur Saison 2025/26 wurde Zandi Co-Trainer beim VfL Osnabrück unter Cheftrainer Timo Schultz.